# Beijing Rundschau
Die Wochenzeitschrift Beijing Rundschau, früher Peking Rundschau, erscheint in Peking in mehreren Sprachen. Sie bringt vor allem offizielle Nachrichten über China und Regierungsdokumente und ist das wichtigste fremdsprachige politisch-theoretische Organ der chinesischen Regierung.

## Geschichte
Die englischsprachige Wochenzeitschrift Peking Review wurde im März 1958 auf Anregung von Zhou Enlai gegründet, um die Zeitschrift People’s China zu ersetzen, die von 1950 bis Dezember 1957 halbmonatlich erschienen war. Die meisten Artikel wurden direkt auf Englisch verfasst und in der Anfangszeit arbeitete Israel Epstein in der Redaktion mit.
Die erste inoffizielle deutschsprachige Ausgabe der Peking Rundschau erschien vermutlich Anfang 1963. Ab September 1964 erschien die deutschsprachige Ausgabe regelmäßig; zahlreiche Bezieher waren Sympathisanten und Mitglieder maoistischer Organisationen in der Bundesrepublik Deutschland. Ausgaben der Beijing Rundschau wurden auch von Radio Beijing an die Hörer versendet. Als kostenlose Jahresgabe erschien auch ein Kalender. Die Zeitung wurde wie andere internationale Publikationen auf dünnem Papier gedruckt, mit der Luftpost verschickt und berichtete auch über Aktivitäten sympathisierender Gruppierungen. Mit Einführung der Pinyin-Umschrift 1979 erhielt sie den Namen Beijing Rundschau.
Im Lauf der Jahre erschien die Zeitschrift in acht Sprachen. Ziel war die weltweite Information und Propagierung seitens der jeweiligen chinesischen Regierung. Heute sind nur noch die chinesische und die englische Ausgabe in gedruckter Form erhältlich. Auf Deutsch, Französisch und Japanisch erscheint die Zeitschrift im Internet. Die spanischsprachige Ausgabe wurde im Jahr 2004 völlig eingestellt mit dem Hinweis, die Leser mögen sich an die spanischsprachige Ausgabe von China heute wenden.

## Verlag
Die Redaktion und der Übersetzerstab der Beijing Rundschau war schon immer eng mit dem Verlag für fremdsprachige Literatur und einigen weiteren Zeitschriften verbunden. Heute gehört die Beijing Rundschau zusammen mit dem Verlag und den anderen Zeitschriften zum Fremdsprachenamt.